# 台疆樂善壇

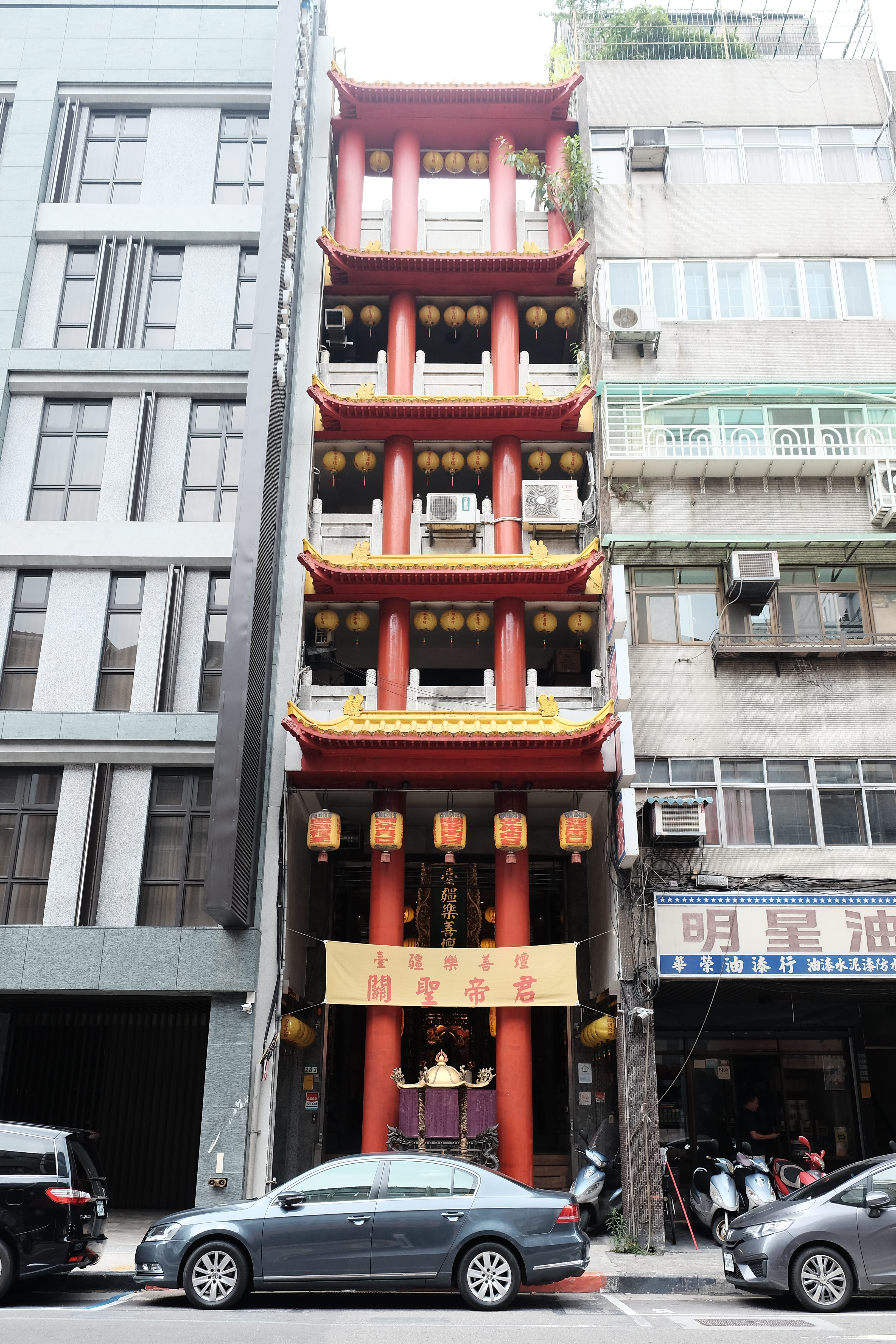
臺疆樂善壇

臺疆樂善壇，全名財團法人臺北市臺疆樂善壇，位於台灣台北市長安西路，廟宇主祀神明為關聖帝君。

## 沿革
台疆樂善壇前身為1947年林恭平所創立的「儒宗神教鸞堂」，著造有「玄冥寶鑑」與「玉樞涵三妙經玄都玉枕」等經傳世。1954年該壇統掌劉培中召徒眾購入餘慶堂建物，傳授崑崙仚宗大道。1967年改成立財團法人，1970年籌資重建，1981年12月完工，而呈今日狹長街屋型式之廟宇該廟宇，共計五層樓。
農曆四月十四日舉行開壇紀念日，農曆六月廿四日關聖帝君聖誕法會，每年春秋二季亦有自強活動。

## 祀神

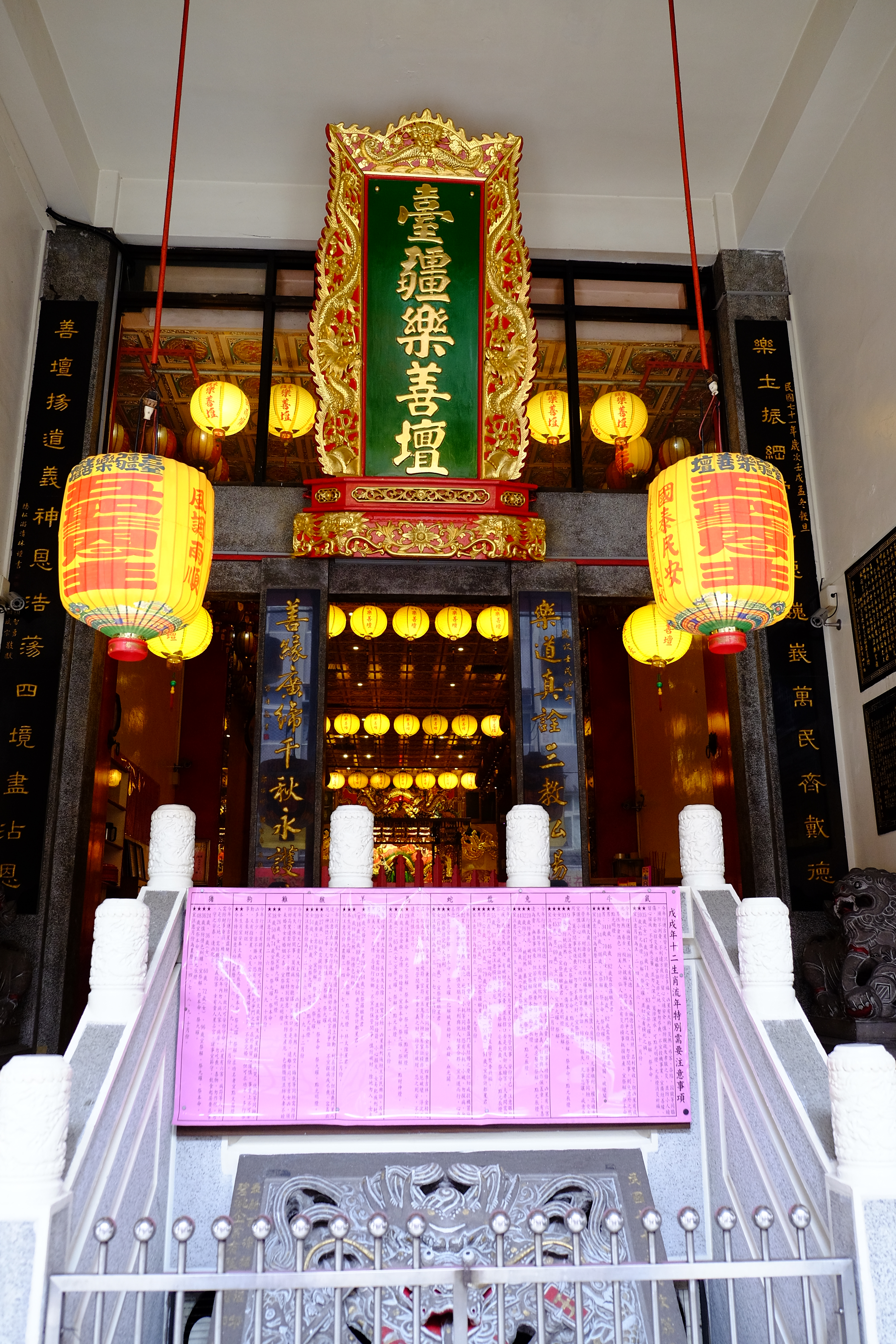
臺疆樂善壇一樓入口

###### 主祀神明
關聖帝君

###### 配祀神明
文昌帝君、豁落靈官、孚佑帝君、精忠武穆帝、司命真君、觀世音菩薩、南斗星君
北斗星君
從神：周倉將軍、玄靈太子